# Paral·lel 66° sud
El paral·lel 66° sud és una línia de latitud que es troba a 66 graus sud de la línia equatorial terrestre, a uns 61 kilòmetres del cercle polar antàrtic. Travessa l'oceà Antàrtic i l'Antàrtida.
En aquesta latitud el sol surt el 13 de desembre i no torna a posar-se fins al 30 de desembre.

## Geografia
En el sistema geodèsic WGS84, al nivell de 66° de latitud sud, un grau de longitud equival a 45,405 km; la longitud total del paral·lel és de 16.983 km, que és aproximadament 40,5% de la de l'equador, del que es troba a 7.323 km i a 2.679 km del pol Sud

## Arreu del món
A partir del Meridià de Greenwich i cap a l'est, el paral·lel 66° sud passa per: 
| Coordenades                               | País. Territori o mar | Notes                                                          |
| ----------------------------------------- | --------------------- | -------------------------------------------------------------- |
| 66° 0′ S, 0° 0′ E / 66.000°S,0.000°E      | Oceà Antàrtic         | Al sud de l'oceà Atlàntic Al sud de l'oceà Índic               |
| 66° 0′ S, 51° 57′ E / 66.000°S,51.950°E   | Antàrtida             | Territori reclamat per Austràlia                               |
| 66° 0′ S, 55° 43′ E / 66.000°S,55.717°E   | Oceà Antàrtic         | Al sud de l'oceà Índic                                         |
| 66° 0′ S, 81° 36′ E / 66.000°S,81.600°E   | Antàrtida             | Territori reclamat per Austràlia                               |
| 66° 0′ S, 82° 32′ E / 66.000°S,82.533°E   | Oceà Antàrtic         | Al sud de l'oceà Índic                                         |
| 66° 0′ S, 87° 45′ E / 66.000°S,87.750°E   | Antàrtida             | Territori reclamat per Austràlia                               |
| 66° 0′ S, 88° 1′ E / 66.000°S,88.017°E    | Oceà Antàrtic         | Al sud de l'oceà Índic, passa al sud de l'illa Drygalski       |
| 66° 0′ S, 95° 30′ E / 66.000°S,95.500°E   | Antàrtida             | Territori reclamat per Austràlia                               |
| 66° 0′ S, 104° 8′ E / 66.000°S,104.133°E  | Oceà Antàrtic         | Al sud de l'oceà Índic                                         |
| 66° 0′ S, 111° 8′ E / 66.000°S,111.133°E  | Antàrtida             | Territori reclamat per Austràlia                               |
| 66° 0′ S, 113° 52′ E / 66.000°S,113.867°E | Oceà Antàrtic         | Al sud de l'oceà Índic                                         |
| 66° 0′ S, 121° 18′ E / 66.000°S,121.300°E | Antàrtida             | Territori reclamat per Austràlia                               |
| 66° 0′ S, 121° 44′ E / 66.000°S,121.733°E | Oceà Antàrtic         | Al sud de l'oceà Índic                                         |
| 66° 0′ S, 129° 29′ E / 66.000°S,129.483°E | Antàrtida             | Territori reclamat per Austràlia                               |
| 66° 0′ S, 130° 5′ E / 66.000°S,130.083°E  | Oceà Antàrtic         | Al sud de l'oceà Índic                                         |
| 66° 0′ S, 134° 32′ E / 66.000°S,134.533°E | Antàrtida             | Territori reclamat per Austràlia                               |
| 66° 0′ S, 135° 21′ E / 66.000°S,135.350°E | Oceà Antàrtic         | Al sud de l'oceà Índic Al sud de l'oceà Pacífic                |
| 66° 0′ S, 65° 21′ O / 66.000°S,65.350°O   | Antàrtida             | Península Antàrtica, reclamat per Argentina, Xile i Regne Unit |
| 66° 0′ S, 60° 18′ O / 66.000°S,60.300°O   | Oceà Antàrtic         | Al sud de l'oceà Atlàntic                                      |